# Swoon (artiste)
Pour les articles homonymes, voir Swoon (homonymie).
Swoon, de son vrai nom Caledonia Dance Curry, née en 1977 à New London dans l'État du Connecticut, est une artiste américaine du mouvement dit de l'Art urbain ou Street Art dont les collages de portraits à figure humaine de taille réelle sont affichés dans les rues de Brooklyn à partir de 1999.

## Biographie

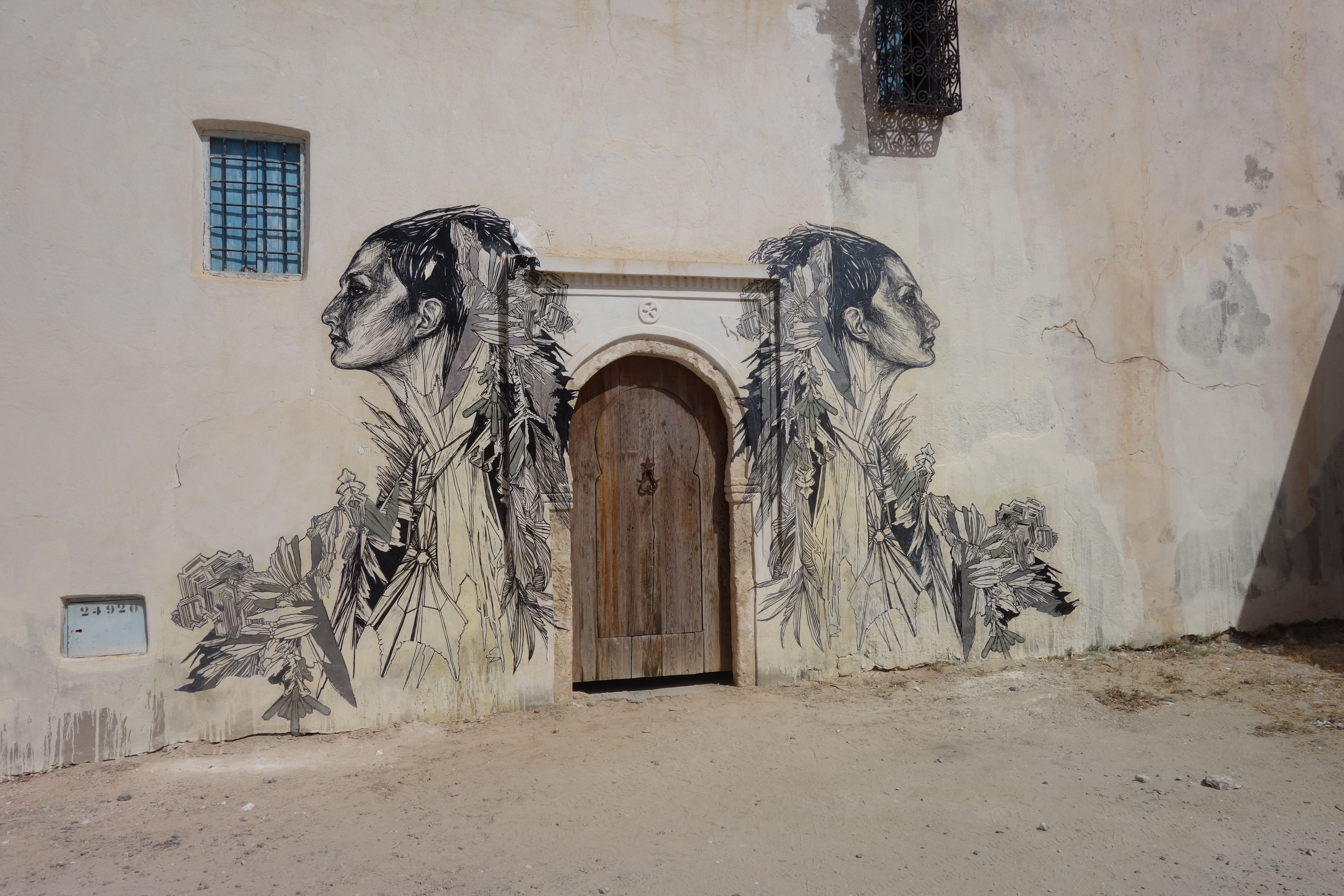
Œuvre à Djerbahood, Tunisie

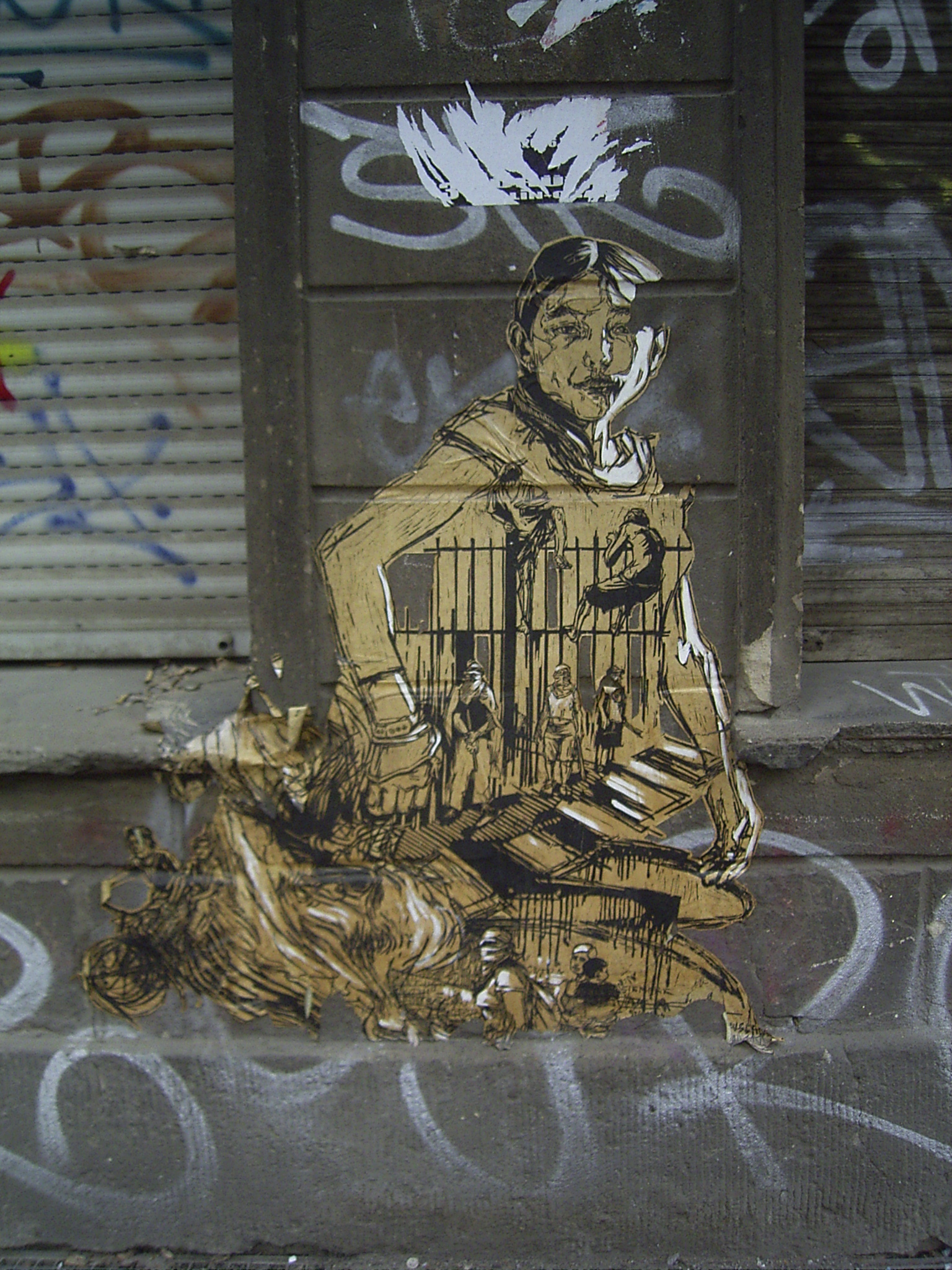
Œuvre de Swoon à Berlin

Œuvre de Swoon à Bethlehem, au fond Ron English

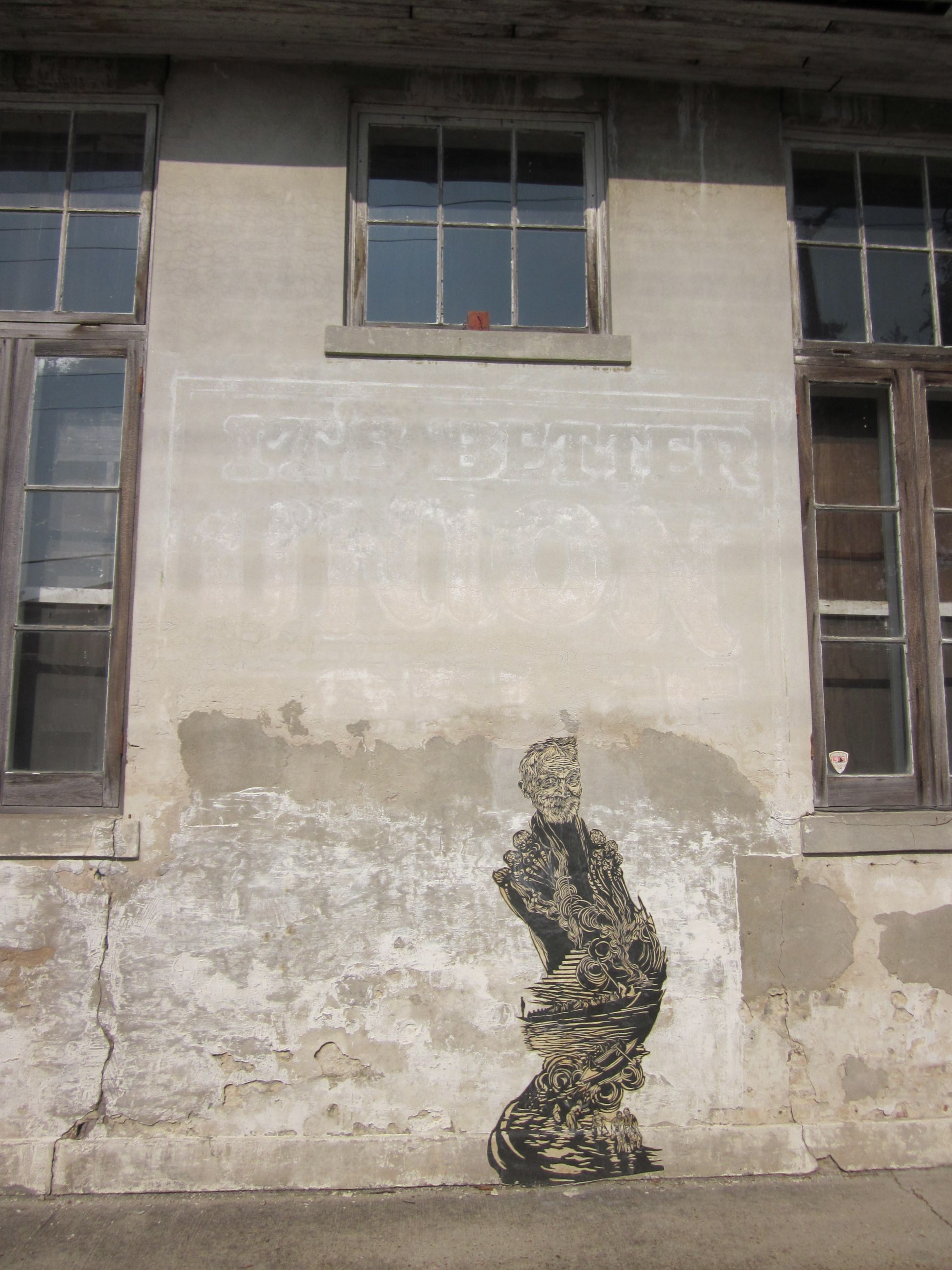
Œuvre de Swoon, Burgundy Street, New Orleans

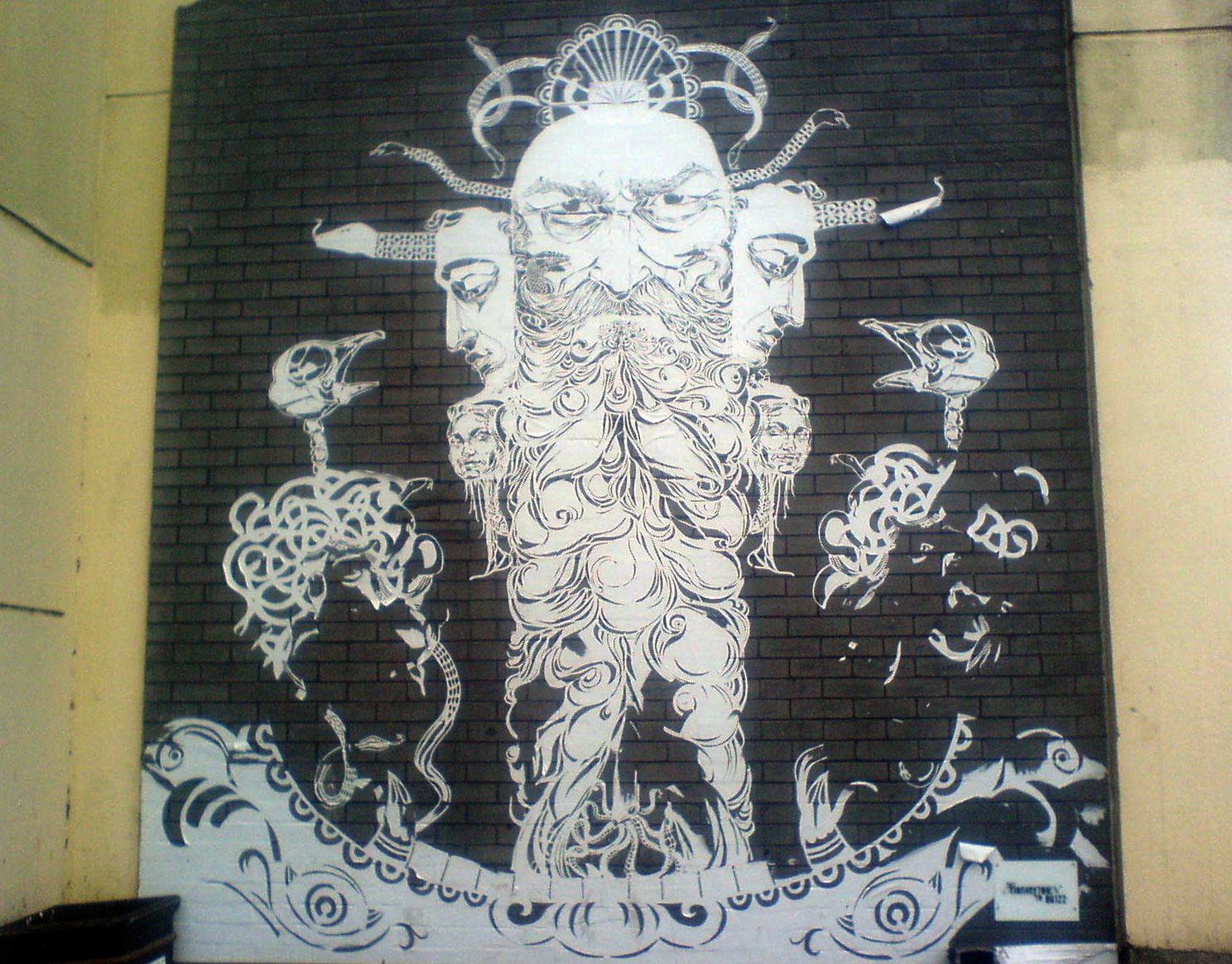
Œuvre de Swoon, Gateshead

Caledonia Dance Curry est née à New London dans le Connecticut et a grandi en Floride à Daytona Beach. À l'âge de dix-neuf ans, elle quitte la Floride pour New-York où elle entreprend des études de peinture au Pratt Institut à Brooklyn où elle obtient un Bachelor of Arts (licence) en beaux arts en 2002.
Inspirée par Banksy, Blek le Rat ou encore Gordon Matta-Clark, elle devient également membre de la coopérative d'artistes Justseeds,,. 
En 2005, Swoon expose pour la première fois ses œuvres à la Jeffrey Deitch Gallery et à Greater New York de MoMA PS1. En 2010, Caledonia participe à la construction de maisons artistiques pour les rescapés d'Haïti au sein de l'organisation Konbit Shelter. Elle réalise des projets et des installations en plein air de plus grande envergure comme Swimming Cities of Serenissima en 2009, îlots flottants réalisés à partir d'objets de récupération (meubles, planches de bois, morceaux de métal...), afin de naviguer sur les canaux de Venise. En 2014, elle réalise notamment une de ses plus grandes expositions appelé Submerged Motherland au Brooklyn Museum.
Les influences stylistiques de Swoon sont la gravure expressionniste allemande et le théâtre d'ombre indonésien. On reconnait ses influences à travers le tracé de ses dessins, le travail sur la hachure et les découpages du papier donnent cet effet de pochoir aux figures.
Caledonia Curry apparait dans plusieurs films en tant que Swoon, dont Our City Dreams de Chiara Clemente sorti en 2008,, Faites le mur  (Exit Through the Gift Shop) de Banksy sorti en 2010,, Empire Me - Der Staat bin ich! de Paul Poet sorti en 2011,.

## Technique
Les dessins sont gravés sur linoléum puis imprimés sur papier en polytéréphtalate d'éthylène ou papier recyclé avant d'être peints à l'acrylique.

## Animations
- [vidéo] Caledonia Curry / Swoon Studio, « Hecate Skecate », sur YouTube, 2018, animation par Swoon, son Brian Bo
- [vidéo] Caledonia Curry / Swoon Studio, « Unstruck », sur YouTube, 2018, animation par Swoon, son Brian Bo
- [vidéo] Caledonia Curry / Swoon Studio, « Meditation », sur YouTube, 2018, animation par Swoon, son Brian Bo

## Œuvres dans les musées
- Boy Riding Bike, 2003, MoMa, New York[10]
- Boys Playing Baseball, Runner, 2004, MoMa, New York[11]
- Boys Playing Baseball, Catcher, 2004, MoMa, New York[12]
- Construction work, NYC, 2004, MoMa, New York[13]
- Family Feeding Pigeons, 2005, MoMa, New York[14]
- Portrait of Buenos Aires in Protest, 2005, MoMa, New York[15]
- Coney, Early Evening, 2005, Brooklyn Museum, New York[16]
- Coney Island Installation, 2005, Institute of Contemporary Art, Boston[17]
- Argentina, 2007, Tate, Londres[18]
- Alixa and Naima, 2008, Minneapolis Institute of Art, Minneapolis[19]
- Thalassa, 2011, Detroit Institute of Arts, Détroit[20]
- Dithyrambalina, 2011, 26 sculptures, Skissernas museum, Lund[21]
- Dawn and Gemma, 2014, Brooklyn Museum, New York[22]
- 2016, MIMA, Bruxelles[23],[24],[25]
- s. d., Contemporary Arts Center, Cincinnati[26]
- Bethlehem Boys Unknown 29, s. d., Museum of Urban and Contemporary Art (MUCA), Munich[27]
- Chopper, s. d., Museum of Urban and Contemporary Art (MUCA), Munich[28]
- Ice Queens, s. d., Museum of Urban and Contemporary Art (MUCA), Munich[29]
- Ice Queens, s. d., Museum of Urban and Contemporary Art (MUCA), Munich[30]
- Mortimer and Jenkins, s. d., Museum of Urban and Contemporary Art (MUCA), Munich[31]
- Nee Nee, s. d., Museum of Urban and Contemporary Art (MUCA), Munich[32]
- Silvia Elena, s. d., Museum of Urban and Contemporary Art (MUCA), Munich[33]
- Thalassa, s. d., Museum of Urban and Contemporary Art (MUCA), Munich[34]

## Expositions, évènements et projets publics en France
« Coller à Paris est beaucoup plus tranquille qu'à New York. Et puis là-bas, les gens ne sont pas curieux, ils restent coincés dans leur quotidien. »

— Swoon, Capitale(s) : 60 ans d'art urbain à Paris.
- Capitale(s) : 60 ans d'art urbain à Paris, exposition collective, Hôtel de Ville de Paris (15 octobre 2022 - 11 février 2023)[36],[37]
- The Slow Reprise, exposition solo, Galerie LJ, Paris (25 juin - 26 septembre 2020)[38]
- Swoon: Time Capsule, exposition solo, multi-city travelling exhibition, Fluctuart Centre d'Art Urbain, Paris (4 juillet - 22 septembre 2019)[38],[39]
- New Works, exposition solo, Galerie LJ, Paris (11 octobre - 24 novembre 2018)[38]
- Nuit Blanche, installation monumentale sur l'ancienne Gare Masséna dans le 13e arrondissement de Paris (2014)[40]
- Motherlands, exposition solo, Galerie LJ, Paris (30 novembre 2013 - 15 janvier 2014)[38]
- Thalassa, évocation de la déesse de la mer, fresque sur une tour, aujourd'hui détruite, du 13e arrondissement de Paris[41]
- Fata Morgana, exposition solo, Galerie LJ, Paris (23 octobre - 4 décembre 2010)[38]
- Cairo Woman, collage passage Saint-Sébastien dans le 11e arrondissement de Paris (2010)[41]
- Swoon, Chris Stain, Mike Brodie, exposition collective, Galerie LJ, Paris (10 novembre - 8 décembre 2007)[38]

### Monographies
- (en) Swoon (Artiste et Contributeur), Swoon, the red skein, Drago, Rome, 2022, 206 p. (ISBN 9788898565474)
- (en) Adeline Jeudy, Valérie Iniesta et Fluctuart (Paris), Swoon, Time Capsule (Catalogues d'exposition), Critères éditions, octobre 2019, 56 p. (ISBN 9782370260789, présentation en ligne)
- (en) Jeffrey Deitch (intro) et Swoon (Artiste et Photographe), Swoon, Harry N. Abrams, NY, 2010, 192 p. (ISBN 9780810984851)
- (en) Deitch Projects et Swoon (Artiste), Swoon, Deitch, 2008 (ISBN 9780977868667)

### Articles
- (en) Roland Henry, « Meet the women redefining street art », The Guardian,‎ 7 janvier 2015 (lire en ligne)
- (en) Melena Ryzik, « Life of Wonderment », The New York Times,‎ 6 aout 2014 (lire en ligne)
- (en) « Swoon in Studio : A Warm Welcome on a Cold Night », Brooklyn Street Art,‎ 10 janvier 2011 (lire en ligne)
- (en) « “Swoon: Submerged Motherlands”, A Tree Grows in Brooklyn Museum », Brooklyn Street Art,‎ 9 avril 2011 (lire en ligne)

### Vidéos
- (en) [vidéo] Swoon: fearless sur Vimeo, documentaire sur Caledonia Curry, alias Swoon, réalisé en 2017 par Fredric King
- (en) [vidéo] The Met, « The Artist Project: Swoon », sur YouTube, 2015
- (en) [vidéo] The New York Times, « From Street Art to High Art - The New York Times », sur YouTube, 2014
- (en) [vidéo] The Museum of Contemporary Art, « Swoon's Konbit Shelter - Art in the Streets - MOCAtv Ep. 7 », sur YouTube, 2012
- (en) [vidéo] artnet, « Swoon's Swimming Cities of Switchback Seas at Deitch Studios », sur YouTube, 2011
- (en) [vidéo] TEDx Talks, « TEDxBrooklyn- Callie Curry aka Swoon », sur YouTube, 2010
- (en) [vidéo] WKEntertainment, « DIY America Ep #2 - Swoon », sur YouTube, 2010
- (en + fr) [vidéo] Inside Outside sur Dailymotion, documentaire sur l'univers du graffiti réalisé en 2005 par Andreas Johnsen, avec Zevs (Paris), Swoon (New York), KR (New York), Ron English (Jersey City), Earsnot (New York), Os Gêmeos (São Paulo), Pigmeus (São Paulo), Adams & Itso (Stockholm et Copenhague)